# Kuşlugöl, Siverek
Kuşlugöl là một xã thuộc huyện Siverek, tỉnh Şanlıurfa, Thổ Nhĩ Kỳ. Dân số thời điểm năm 2011 là 366 người.